# Shultz Peak
Shultz Peak är en bergstopp i Antarktis. Den ligger i Östantarktis. Nya Zeeland gör anspråk på området. Toppen på Shultz Peak är 1 604 meter över havet, eller 146 meter över den omgivande terrängen. Bredden vid basen är 2,8 km.
Terrängen runt Shultz Peak är kuperad åt nordost, men åt sydväst är den platt. Trakten är obefolkad. Det finns inga samhällen i närheten.